# Newcastle (filme)
Newcastle é um filme australiano de drama de 2008 produzido na cidade australiana de Newcastle que possui como tema o surfe.

## Elenco
- Lachlan Buchanan como Jesse Hoff
- Xavier Samuel como Fergus Hoff